# ألد ريتشاردز
ألد ريتشاردز (بالإنجليزية: Aled Richards)‏ هو طبال بريطاني، ولد في 1969 في ويلز في المملكة المتحدة.

## روابط خارجية
- ألد ريتشاردز على موقع ميوزك برينز (الإنجليزية)